# Ulota yunnanensis
Ulota yunnanensis là một loài rêu trong họ Orthotrichaceae. Loài này được F. Lara, Caparrós & Garilleti mô tả khoa học đầu tiên năm 2011.